# Закладний Геннадій Миколайович
Генна́дій Микола́йович Закла́дний (нар. 11 лютого 1983) — український настільний тенісист, багаторазовий чемпіон і призер Чемпіонатів України та міжнародних змагань. 6 кратний чемпіон Європи та чемпіон світу з настільного тенісу серед спортсменів з вадами слуху. Володар багатьох медалей Літніх Дефлімпійских ігор. Майстер спорту міжнародного класу (2005). Заслужений майстер спорту.

## Життєпис
Народився 11 лютого 1983 року у селі Сагайдак на Полтавщині. Займатись настільним тенісом розпочав у 6 років завдяки батькові - Закладному Миколаю Григоровичу — гравцю та тренеру з настільного тенісу.
Спортивну кар'єру розпочав у клубі «Енергія» (Полтава), який виступав у першій лізі клубного чемпіонату України.
У 16 років переїздить до Київського спортивного інтернату, тренуючись у спортивному клубі «Лідер», який в той час очолювали заслужені тренери України І. М. Фрегер, Т. Б. і Ю. В. Кокуніни.
У 2001 році, захищаючи кольори «Авторитету» (Харцизьк), під керівництвом батька починає здобувати перші значні перемоги й виконує норматив майстра спорту. Стає членом юнацької збірної України та учасником юнацької першості Європи в Будапешті (Угорщина). Потрапляє в резерв національної збірної команди України. Тоді ж робить перші вдалі виступи в особистих змаганнях, займає 6 місце на турнірі найсильніших гравців України. У 19 років вирушає на стажування до Швеції, де проводить сезон у складі команди «Koping».
З 2001 по 2006 рік навчався в Київському національному педагогічному університеті ім. М. П. Драгоманова, одночасно виступає за команди: «Шинкар» (Хмельницький), «Норд» (Донецьк), «Причорномор'я» (Дніпропетровськ).
У 2005 році на XX літніх Дефлімпійських іграх в Мельбурні (Австралія) виборов дві срібні та бронзову медалі.
Неодноразовий учасник і призер командно-особистих Чемпіонатів України з настільного тенісу, чемпіон України в змішаному парному розряді (2008).
На XII Чемпіонаті Європи з настільного тенісу серед спортсменів-інвалідів по слуху, що проходив з 1 по 7 травня 2011 року у місті Ченстохова (Польща), в парі з Марією Васильєвою виборов золоту медаль у змішаному розряді.
У 2013 році Геннадій Закладний увійшов до десятки найкращих настільних тенісистів України.

## Клубні досягнення
Двічі ставав чемпіоном України у складі команди «Норд» (1999, 2004) та срібним призером (2005). Бронзовий призер чемпіонату України у складі команди «Причорномор'я» (2006). Бронзовий призер чемпіонату України у складі сумської команди «Локомотив» (2008).